# 尾形春水
尾形春水（日语：尾形 春水，1999年2月15日—），日本歌手，大阪府出身，女子偶像組合早安少女組。第12期成員。隸屬於藝能事務所Up-Front Agency，2018年6月20日從團體畢業。

## 經歷
2014年
- 3月至8月參加「早安少女組。'14 <黃金Audition>」徵選合格，於同年9月30日在日本武道館演唱會中公佈12期合格者。分別為尾形春水、野中美希及研修生出身的牧野真莉愛、羽賀朱音。
- 12月12日，早安少女組。第12期成員部落格開設。

2015年
- 4月15日，早安少女組。'15第58張單曲青春少年在哭泣 / 雨後的夕陽 / 現在從這裡出道單曲發售。

2018年
- 3月27日，為了就讀短期大學，將在6月20日「モーニング娘。誕生20周年記念コンサートツアー2018春～We are MORNING MUSUME。～」最終場於日本武道館從早安少女組。及早安家族畢業。

2019年
- 6月19日，開設Twitter、Instagram與TikTok等帳號。
- 8月15日，開設Youtube頻道。

## 人物
- 為早安少女組。中第一位大阪府出身的成員；出生地則是宮崎縣。
- 憧憬的前輩為鞘師里保。曾說過要是沒有鞘師的話就不會參加早安少女組。的徵選。
- 興趣是動畫編輯、特技為花式溜冰。花式溜冰是在5歲至14歲時學習的，並曾被選為「花式溜冰強化選手」，能夠跳起來旋轉二圈半。
- 最喜歡的食物是「冰」；最喜歡的一句話為「不屈不撓」；喜歡的顏色為「青色」；討厭的物品為「腳踏車」、「雲霄飛車」。
- 最討厭的食物是「小黃瓜」。
- 在早安少女組。徵選的時候，曾經見過Country Girls的小關舞及前Country Girls的島村嬉唄。
- 最喜歡的歌曲是「早安少女組。'14」的「What is LOVE?」及ANGERME(當時的S/mileage)的「ヤッタルチャン」(Yattaruchan)。
- 高中是田徑隊（為了加入早安少女組。只參加了半年）。
- 從來沒有蛀牙。
- 常常在部落格的結尾寫上「ほなな」，以前則是常常寫「ほなまた」。
- 與同期的牧野真莉愛皆為家中的獨生女。

## 演出

### 電視
- Hello! アスリート女神（2017年7月2日 - 2018年3月25日、EXスポーツ）

### RADIO
- モーニング娘。'17 12期日記（2015年1月4日 - 2017年3月26日、FM-FUJI）
- HELLO! DRIVE! -ハロドラ-（2016年10月3日 - 2018年6月13日 、Radio NEO） - 禮拜三擔當
- GIRLS♥GIRLS♥GIRLS =FULL BOOST= 「モーニング娘。’18のモーニングダイアリー」（2017年4月6日 - 2018年6月14日 、FM-FUJI）

### 舞台劇
- 「TRIANGLE-トライアングル-」（2015年6月18日 - 28日、池袋サンシャイン劇場） - ジョンベル / スワスワのクロエ 役
- 続・11人いる! 東の地平・西の永遠（6月11日・12日、京都劇場、6月16日 - 26日、サンシャイン劇場）－東：ローン　西：トマノ　役
- 演劇女子部「ファラオの墓」（2017年6月2日～6月11日、サンシャイン劇場）－　太陽の神殿編 & 砂漠の月編：ジク　役

### 寫真集
| 名稱                                                           | 出版日期      | 出版社         | 備註     |
| -------------------------------------------------------------- | ------------- | -------------- | -------- |
| 尾形春水（モーニング娘。'16）ミニ写真集「Greeting-Photobook-」 | 2015年5月21日 | オデッセー出版 | 迷你寫真 |

## 所屬團體
- 早安少女組。（2014 - ）
- 早安少女組。20th（2017-2018）。

## 外部連結
- プロフィール（日語）
- モーニング娘。'17 12期オフィシャルブログ （页面存档备份，存于）（日語）